# Arcuator pygmaea
Arcuator pygmaea är en tvåvingeart som först beskrevs av Becker 1911.  Arcuator pygmaea ingår i släktet Arcuator och familjen fritflugor. Inga underarter finns listade i Catalogue of Life.